# Nini Roll Anker
Nini Roll Anker (3 de maig de 1873 - 20 de maig de 1942) fou una novel·lista i dramaturga noruega. Nasqué a Molde, filla del magistrat, membre del parlament i ministre Ferdinand Nicolai Roll, i neta del primer alcalde de Trondheim, Jacob Roll. Es casà dues voltes, primer amb el terratinent Peter Martin Anker, i després amb l'enginyer i regatista olímpic Johan August Anker. La seua estrena com a escriptora es produí amb I blinde al 1898, amb el pseudònim de Jo Nein. Les seues darreres novel·les són Det svake kjøn (1915) i Kvinnen og den svarte fuglen (pòstuma, 1945).